# Abu ʿAli al-Chayyat

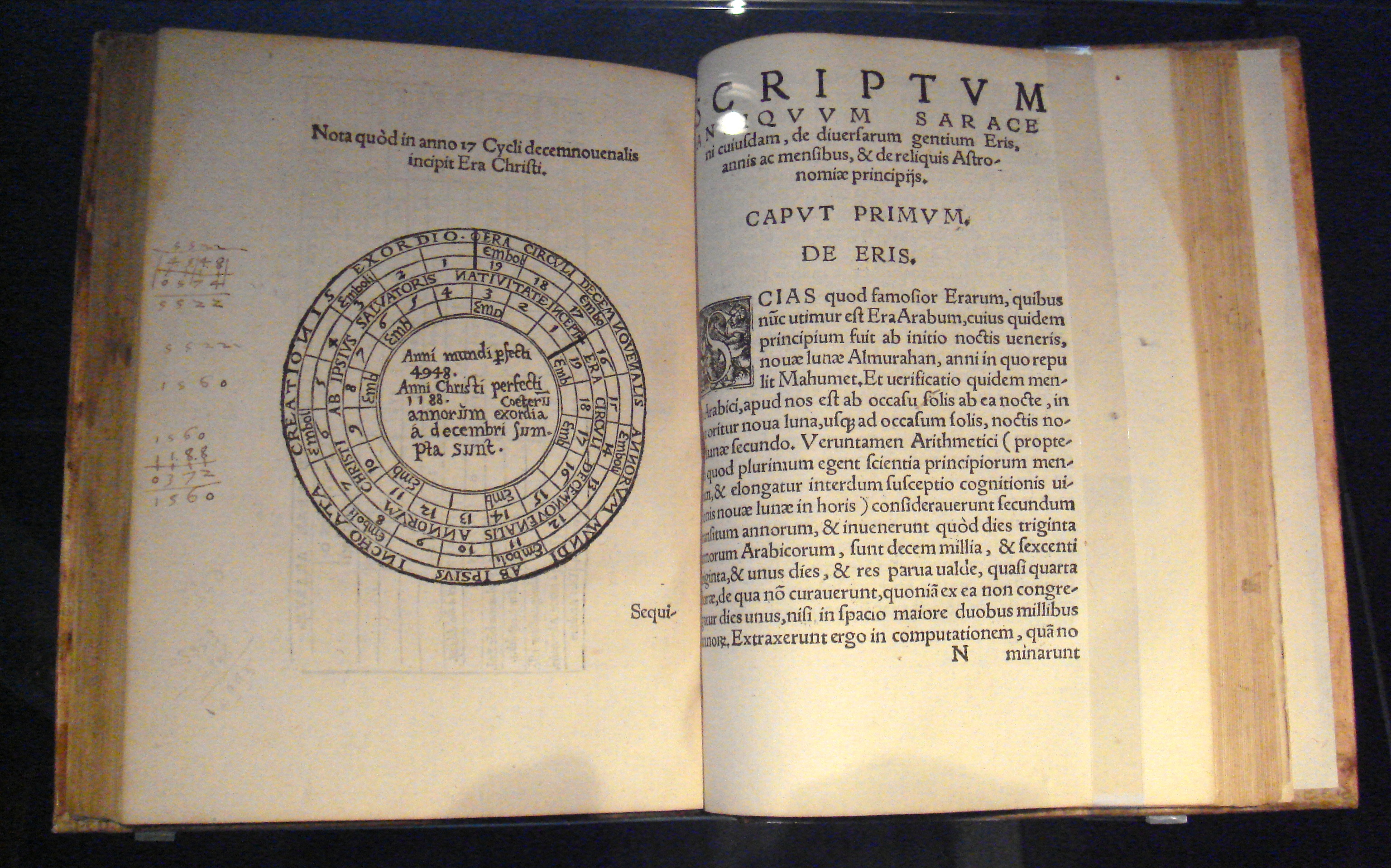
Ausgabe von Albohalis De Iudiciis Natiuitatum, Nürnberg, 1546.

Abu 'Ali al-Chayyat (أبو علي الخياط Abu Ali al-Chaiyat, ca. 770 – ca. 835), in westeuropäischen Quellen Albohali oder Albohali Alghihac, Albohali Alchait oder Albenahait genannt, war ein arabischer Astrologe und Student des jüdischen Astronomen und Astrologen Māschā'allāh ibn Atharī.
Al-Chayyats Kitāb al-Mawālid, „Buch der Geburt“, wurde 1136 von Plato von Tivoli, und wiederum 1153 von Johannes Hispalensis ins Lateinische übersetzt. 1546 wurde die Übersetzung des Johannes in Nürnberg unter dem Titel Albohali Arabis astrologi antiquissimi ac clarissimi de iudiciis nativitatum liber unus antehac non editus. Cum privilegio D. Iohanni Shonero concesso gedruckt.
Passagen seines Kitāb Sirr al-'Amal („Buch des verborgenen Geschehens“), das auf den Schriften des Māschā'allāh ibn Atharī und des persischen Architekten und Astrologen Omar Tiberiades basiert, finden sich auch im „Buch der Neun Richter“, das im 12. Jahrhundert von Hugo von Santalla zusammengestellt wurde.

## Werke
- Kitāb Sirr al-'Amal – „Buch des verborgenen Geschehens“. Englische Übersetzung der Textpassagen von Albohali in: Benjamin N. Dykes: Book of Nine Judges. Cazimi Press, Minneapolis 2011, ISBN 978-1-934586-20-4.
- Kitāb al-Mawālid – „Buch der Geburt“. Englische Übersetzung der lateinischen Ausgabe, Nürnberg, 1546 in: James Herschel Holden: The Judgments of Nativities. American Federation of Astrologers, Tempe, AZ 2008, ISBN 978-0-86690-339-4 (eingeschränkte Vorschau in der Google-Buchsuche).